# Neuf-Brisach

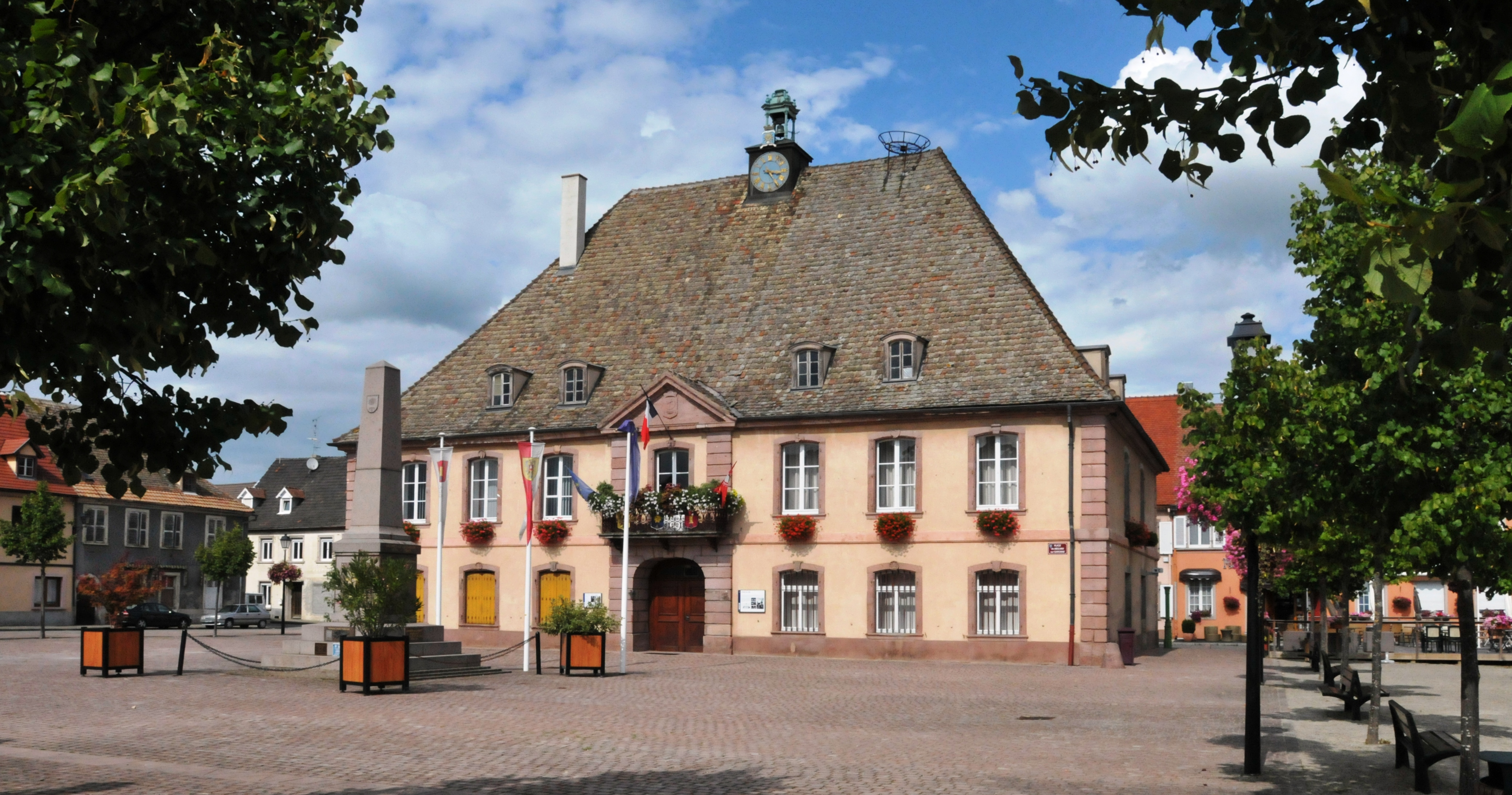
Bürgermeisteramt

Neuf-Brisach (deutsch Neubreisach, elsässisch (Nei-)Brisach) ist eine französische Gemeinde mit 1944 Einwohnern (Stand 1. Januar 2022) im Département Haut-Rhin in der Region Grand Est (bis 2015 Elsass). Sie gehört zum Arrondissement Colmar-Ribeauvillé und ist Mitglied im Gemeindeverband Communauté de communes Alsace Rhin Brisach. Die Bewohner werden Néo-Brisaciens und Néo-Brisaciennes genannt.
Die Gemeinde erhielt 2022 die Auszeichnung „Eine Blume“, die vom Conseil national des villes et villages fleuris (CNVVF) im Rahmen des jährlichen Wettbewerbs der blumengeschmückten Städte und Dörfer verliehen wird.
Erbaut wurde die Stadt Anfang des 18. Jahrhunderts vom Festungsbauer Prestre de Vauban zusammen mit seinem Geniedirektor Jacques Tarade, der sie als Planstadt in Form eines Achtecks mit zentralem Exerzierplatz, der heute als Marktplatz genutzt wird, und einem schachbrettförmig angelegten Straßennetz als Idealform einer Festungsstadt anlegte. In der Stadt gab es Unterkünfte für die Soldaten und Offiziere, Versorgungseinrichtungen, eine Kirche, Häuser für nicht-militärische Einwohner der verschiedenen Stände sowie um die Stadt eine beeindruckende Anlage aus Mauern, Gräben und Toren.
Da die Stadt in der Ebene angelegt wurde, war es möglich, die Idealform des Festungsbaus umzusetzen. Damit war die Stadtanlage repräsentativ für die Militärarchitektur des Barock, als unter Ludwig XIV. viele befestigte Städte an den französischen Grenzen angelegt wurden (siehe auch Saarlouis).

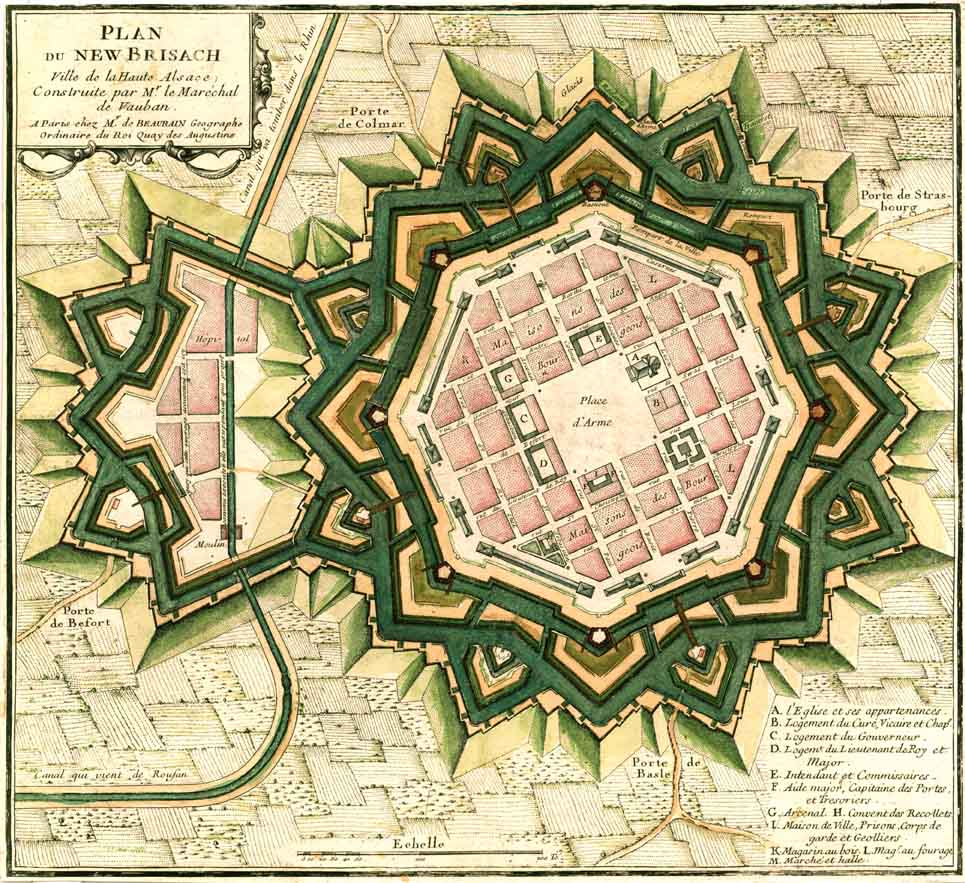
Die Festung Neuf-Brisach – eines der Meisterwerke Vaubans

## Lage
Die Stadt liegt in der Oberrheinebene etwa drei Kilometer westlich des Rheinseitenkanals und des Rheins, der hier die Grenze zwischen Frankreich und Deutschland ist, gegenüber der Stadt Breisach. Die Entfernung zum westlich gelegenen Colmar beträgt etwa 15 km. Das Stadtgebiet ist fast vollständig umgeben vom Gemeindegebiet Volgelsheims, im Westen grenzt der Ort Wolfgantzen an Neuf-Brisach. Östlich der Festungsanlagen verläuft der Rhein-Rhône-Kanal, der auf diesem Streckenabschnitt durch den Rheinseitenkanal seine Bedeutung verloren hat.

## Geschichte

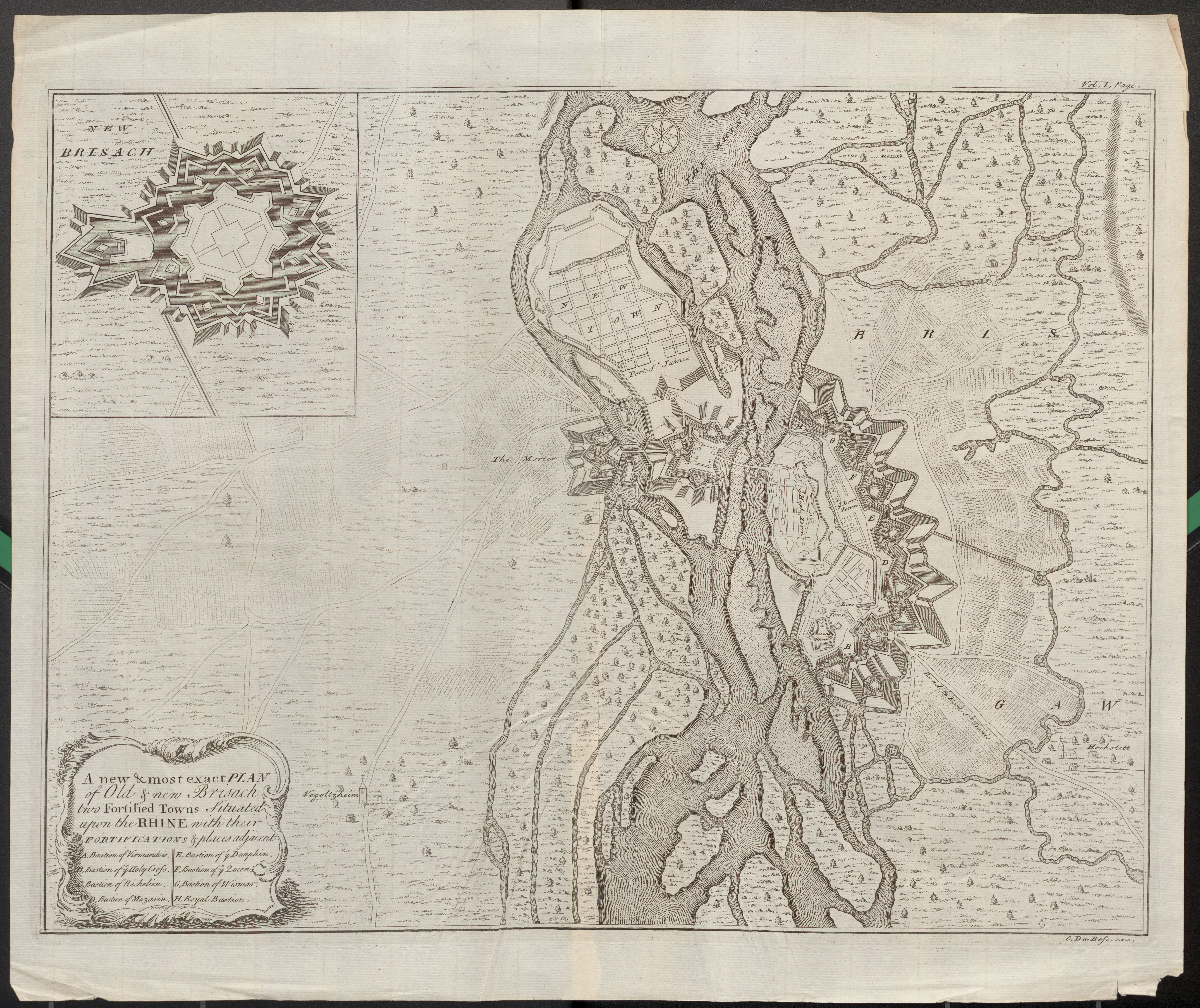
Festungen Breisach und Neu-Breisach 1700

Nachdem das stark befestigte Breisach wie das benachbarte Elsass im 17. Jahrhundert von Frankreich annektiert worden war, musste ersteres 1697 nach dem Frieden von Rijswijk wieder an Österreich zurückgegeben werden. So wurde für Frankreich eine neue Grenzbefestigung am Rhein notwendig. Ludwig XIV., der Sonnenkönig, beauftragte deshalb seinen Festungsarchitekten Vauban mit dem Bau einer Gegenfestung zur deutschen Reichsfestung Breisach. Dieser errichtete 1699 bis 1703 die damals größte Befestigungsanlage nach dem Muster einer barocken Reißbrettsiedlung. Das Baumaterial wurde auf dem eigens hierfür errichteten Schifffahrtskanal Canal de Rouffach (heute: Canal Vauban) aus den Vogesen herangeschafft. Nachdem Breisach 1703 wieder französisch geworden war, wurde der Ausbau von Neuf-Brisach eingestellt, der vorgesehene zweite Ring wurde nicht gebaut. Dies führte zu weiteren Problemen: in den Gräben stand das Regenwasser und dadurch verbreiteten sich  Epidemien, wahrscheinlich Malaria. Man beschloss  daher, die Gräben aus dem Kanal von Ensisheim ca. 60 cm zu fluten. Dies vertrieb die Mücken, führte aber dazu, dass die Fundamente der Befestigungen nachgaben. 1726 wurden die Gräben wieder trockengelegt und in Gärten oder Wiesen verwandelt. Ab 1746 löste man das Problem der nassen Gräben endgültig, in dem man die Sohle der Gräben anhob und bessere Entwässerungsgräben anlegte. Die Kirche wurde erst 1736 und das Rathaus 1758 erbaut, nachdem ein provisorischer Bau abgerissen worden war.
1743 widerstand die Festung einem Angriff der Österreicher. Nach diesem Ereignis spielte die Stadt bis 1870 keine Rolle in der europäischen Geschichte, nicht einmal in der regionalen Geschichte. Im Deutsch-Französischen Krieg wurde Neuf-Brisach mit seiner 5.500 Mann starken Garnison von deutschen Truppen der 4. Reserve-Division (ca. 15.000 Mann) unter General Wilhelm von Schmeling belagert. Die Belagerung währte vom 7. Oktober bis 10. November 1870 und endete mit der Kapitulation durch den französischen Kommandanten Lieutenant-colonel de Kerhor. Dabei wurden 4.700 Mann und 100 Offiziere in deutsche Kriegsgefangenschaft überführt. Die Stadt war während der Belagerung einem neuntägigen Artilleriebeschuss ausgesetzt, was starke Zerstörungen verursachte. Von 280 Gebäuden wurden 60 völlig zerstört, 70 stark und 135 teilweise beschädigt, lediglich 15 Gebäude blieben unversehrt. Die Festungswerke wurden – mit Ausnahme der bastionierten Türme 3 und 5 sowie dem Straßburger und dem Colmarer Tor, die beide stark beschädigt wurden – nur leicht in Mitleidenschaft gezogen. Während des Bombardements fand die Zivilbevölkerung in den Kasematten Schutz, so dass „kein Mann, keine Frau und kein Kind getötet oder verwundet worden war“.
Die Stadt wurde später wieder aufgebaut, wobei die Anlage militärisch jedoch bedeutungslos blieb. Man brach eine Bahnlinie durch den Festungswall. Die Stadt hatte aber, eingeengt durch die Festungsanlagen und die Garnison mit ihren Kasernenbauten, in den folgenden Jahrzehnten keine Entwicklungsmöglichkeiten. Sie ist heute zwar eine Gemeinde mit etwa 2.000 Einwohnern, die wirtschaftliche Entwicklung findet jedoch in den benachbarten Gemeinden Biesheim und Volgelsheim statt. Seit Auflösung der Garnison 1992 ist Neuf-Brisach fast eine reine Wohngemeinde für Pendler nach Colmar und in den Breisgau.
Heute besteht zwischen Breisach und Neuf-Brisach eine Rheinbrücke für den Straßenverkehr, die 1878 als Eisenbahnbrücke in Betrieb genommen worden war.

## Bevölkerungsentwicklung
| Jahr              | 1790 | 1851 | 1905 | 1936 | 1962 | 1968 | 1975 | 1982 | 1990 | 1999 | 2007 | 2015 |
| ----------------- | ---- | ---- | ---- | ---- | ---- | ---- | ---- | ---- | ---- | ---- | ---- | ---- |
| Einwohner         | 1667 | 3893 | 3522 | 2150 | 2127 | 2580 | 2579 | 2205 | 2092 | 2207 | 2397 | 1938 |
| Cassini und INSEE |      |      |      |      |      |      |      |      |      |      |      |      |

## Politik
Der Gemeinderat besteht aus dem Bürgermeister (Maire), drei Beigeordneten und 15 weiteren Ratsmitgliedern.

## Stadtgestalt

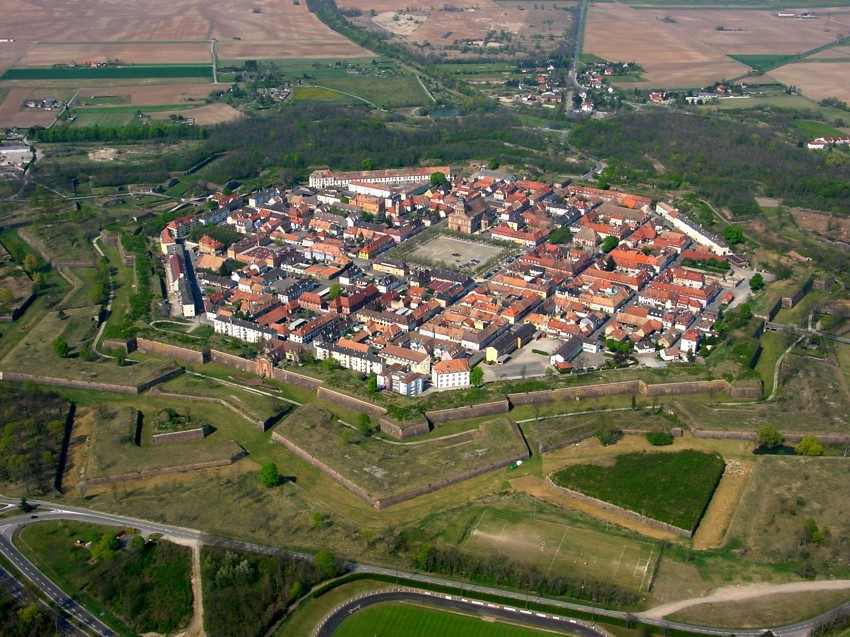
Luftbild von Neuf-Brisach

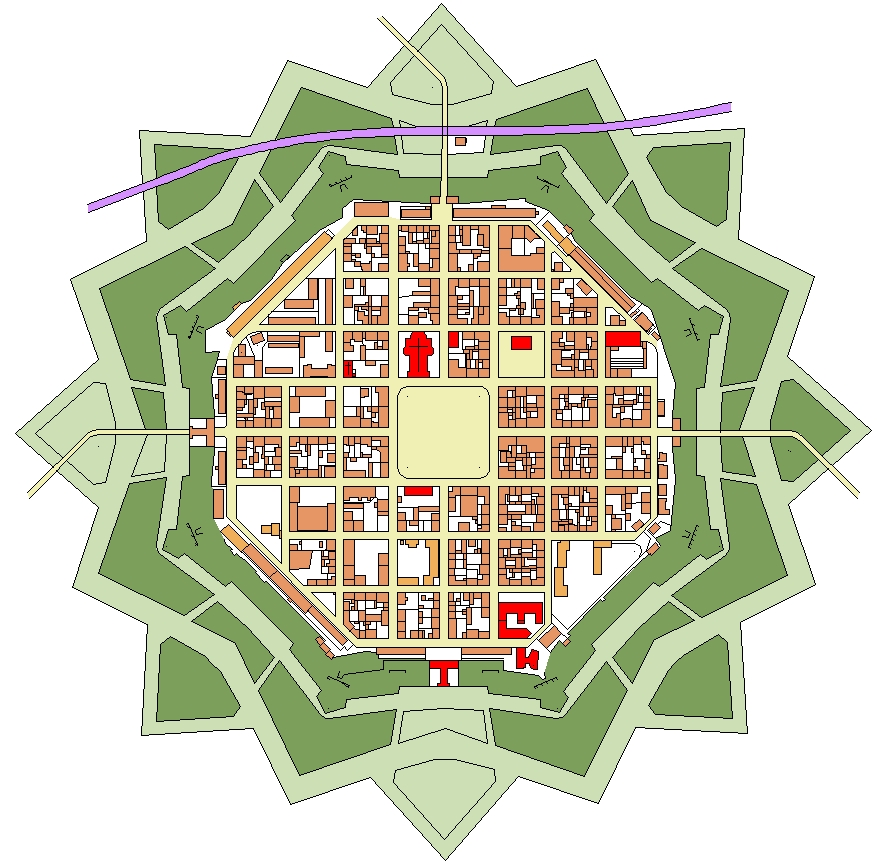
Stadtplan von Neuf-Brisach

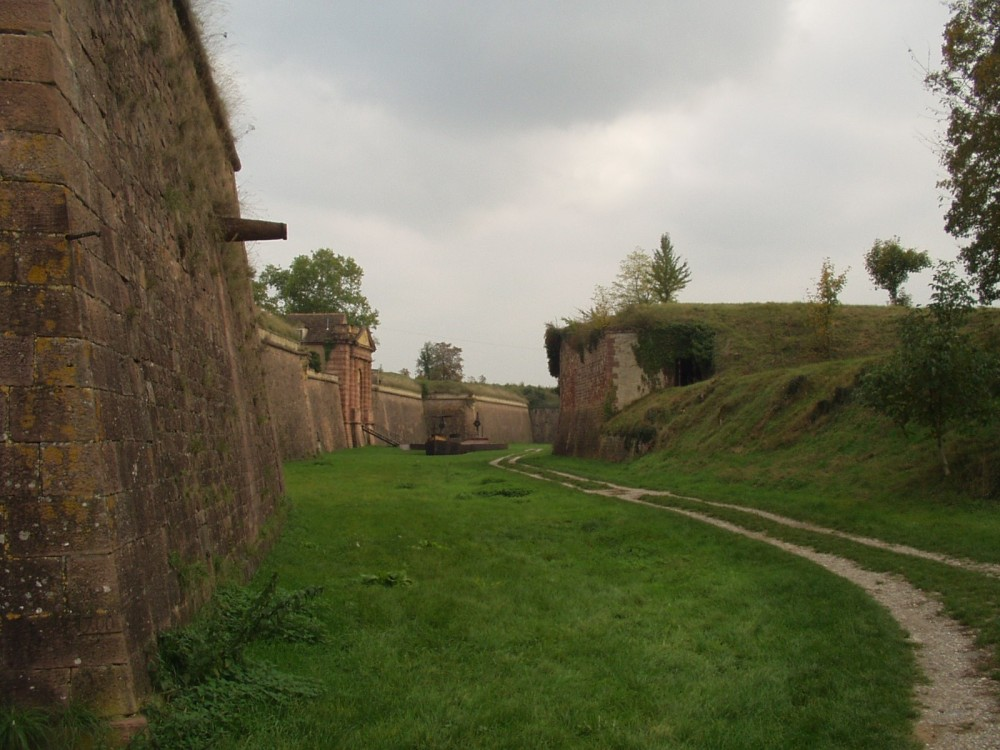
Eindruck von den Festungsanlagen heute

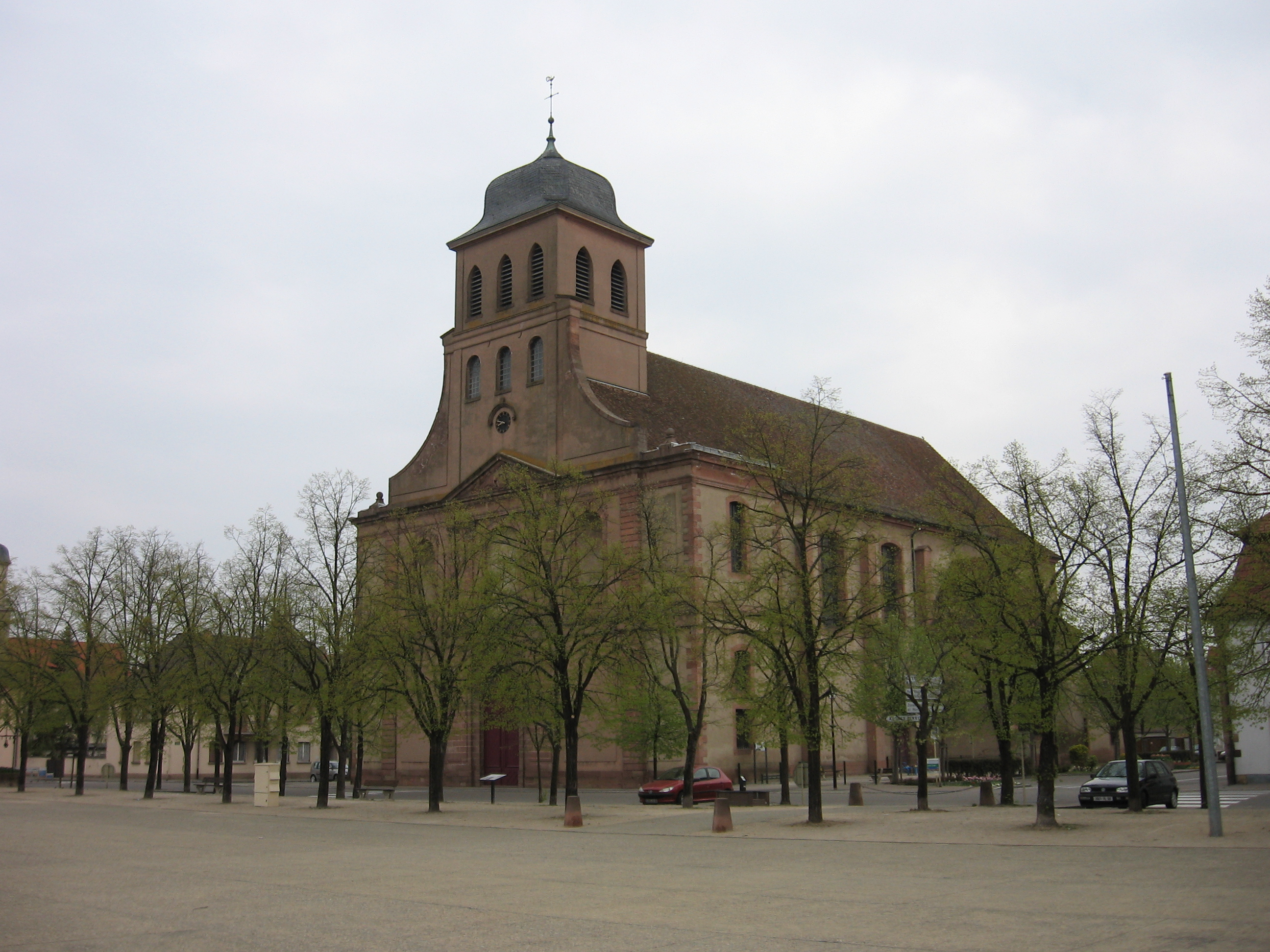
Kirche St-Louis in Neuf-Brisach

Die Festungsstadt Neuf-Brisach ist als Planstadt geometrisch angelegt. Sie entspricht dem sogenannten bastionierten System, das Vauban verfeinert und in Neuf-Brisach zu seinem Gipfelpunkt gebracht hat. Die Verteidigung der Anlage besteht aus zwei Wällen, einem Kampfwall, bestehend aus dem sanft ansteigenden Vorgelände, dem Glacis mit dem gedeckten Weg für die Infanterie, sowie diversen Vorwerken mit Artillerie (Kontergarden, Halbmonde, Zangenwerke), einem Sicherheitswall, versteckt hinter den Kampfwerken liegend, bestehend aus acht bastionierten Türmen und den Zwischenwällen. Die bastionierten Türme, als Schlüssel zur Nahverteidigung, werden durch die Kontergarden gegen Beschuss gedeckt. Die Geschütze des Kampfwalls bestreichen das Vorfeld vor dem Glacis. Das Glacis selbst wird mit Infanteriewaffen verteidigt. Erst nach Einnahme des Kampfwalls kann der Feind an den Sicherheitswall gelangen. Da dieser von außen nicht zerstört werden kann, sieht sich der Angreifer einer unbeschädigten Verteidigungsanlage gegenüber. Jeder bastionierte Turm verteidigt die beiden benachbarten Türme und wird von diesen verteidigt. Jeder Turm besitzt vier Geschütze auf einer Terrasse und vier weitere Geschütze in Kasematten. Der Zwischenwall ist gebrochen bzw. abgesetzt, um vier zusätzliche Geschütze, zwei oben auf dem Wall sowie zwei in Kasematten zur Verteidigung der bastionierten Front (Teilstück des Walls zwischen zwei bastionierten Türmen) zu ermöglichen.
Neuf-Brisach wurde als Achteck angelegt, das an jeder Spitze einen bastionierten Turm besitzt. 20 Poternen (Durchgänge durch den Wall) und vier Prunktore ermöglichen schnelle Truppenbewegungen. Die moderne Festung ist niedrig, um möglichst wenig Angriffsfläche zu bieten. Im Gegensatz zu mittelalterlichen Burgen, die oft auf schwer zugänglichen Höhen errichtet wurden, platzierte man die modernen Festungen an den Haupteinfallsstraßen. Die Infanterie konnte die Festungen wohl umgehen, nicht aber ihr Tross. Eine schwere Kanone wog immerhin an die zwei Tonnen. Eine Batterie von zehn 24-Pfündern verschoss an einem Tag zwölf Tonnen Kugeln und sechs Tonnen Pulver. Für den Transport dieses Kriegsgerätes waren feste Straßen erforderlich. Außerdem waren in der Stadt zwei Kavallerie-Regimenter stationiert, um auch eine weitläufige Umgehung zu stören.
Die Straßen sind um ein Quadrat, den Place d’Armes, rechtwinklig angeordnet. Der zentrale Platz von zwei mal zwei Blocks Größe ist als Exerzier- und Appellplatz freigelassen. Die Häuserblöcke (50 × 50 m) sind gleich groß. Alles in dieser Kleinstadt, selbst die Kirche, ist dem militärischen Zweck untergeordnet. Der ehemalige Marktplatz mit dem Rathaus befindet sich in Randlage zur Place d’Armes. Vier Tore liegen an den vier von der Place d’Armes wegführenden Straßen. Die Kasernen befanden sich rund um das Zentrum herum geschützt von den Wällen.

## Sehenswürdigkeiten
- Die Befestigungsanlagen gehören seit 2008 zusammen mit anderen Werken in ganz Frankreich zum UNESCO-Weltkulturerbe „Festungsanlagen von Vauban“.
- Neben den Befestigungsanlagen und der erhaltenen Stadtstruktur gibt es ein Vauban-Museum im Belfort-Tor, das über die Stadtbaugeschichte informiert.
- Die „königliche“ Stadtkirche St. Louis von 1777 wurde nach ihrem Wiederaufbau am 5. Oktober 1975 eingeweiht.
- Das Musée Arts Urbains et du Street Art, kurz Mausa genannt, hat im Sommer 2018 in den Kasematten ein weiteres Museum eröffnet.[5] Regelmäßig werden bekannte Street-Art-Künstler eingeladen, um einen Raum der Kasematte zu gestalten. Sie arbeiten während der Öffnungszeiten des Museums, um die Besucher das Entstehen des Graffitos miterleben zu lassen.[6]

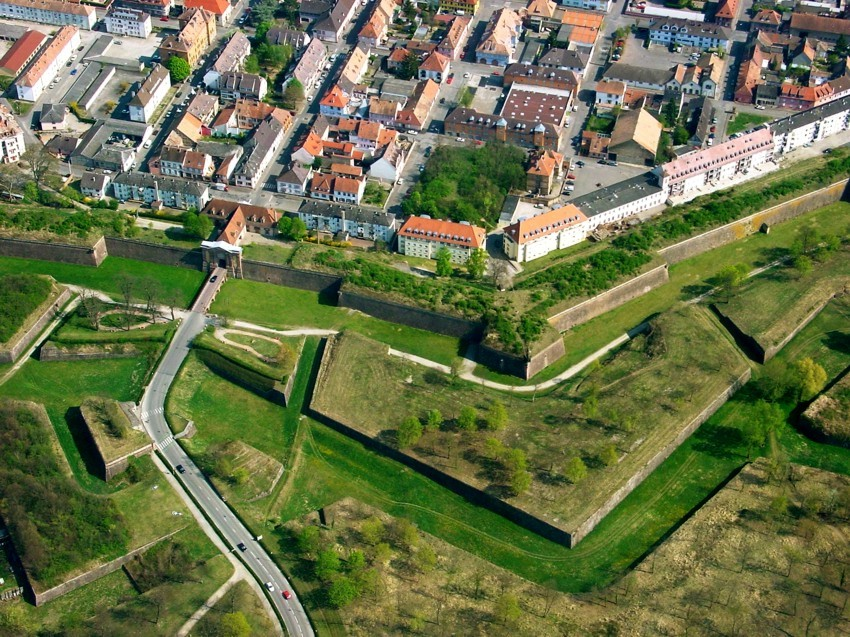
Luftbild der Befestigungsanlage von Neuf-Brisach

## Partnerschaften
Mit der französischen Gemeinde Meilhan-sur-Garonne in Aquitanien ist Neuf-Brisach seit 1988 partnerschaftlich verbunden. Diese Partnerschaft geht auf die Evakuierung von Einwohnern Neuf-Brisachs im Jahr 1939 zurück, die wie in vielen elsässischen Gemeinden aus Angst vor einem deutschen Einmarsch erfolgte.
Seit dem Jahr 2000 gibt es eine weitere Partnerschaft mit der benachbarten deutschen Schwesterstadt Breisach am Rhein. Kurioserweise nehmen beide Städte den Namen Br(e)isach für sich in Beschlag. Die Elsässer bezeichnen Neuf-Brisach in der Regel nur als Brisach im Unterschied zum deutschen Vieux Brisach (bzw. elsässisch/alemannisch Altbrisach), während die deutsche Seite es mit der Unterscheidung Breisach/Neubreisach fast entsprechend umgekehrt hält.

## Persönlichkeiten
- François-Joseph d’Offenstein (1760–1837), französischer General der Koalitionskriege, 1793/94 Kommandant der Stadt Neuf-Brisach
- Claudius Perrot (1805–1881), Benediktiner, in Neuf-Brisach geboren
- Ernst Hugo Correll (1882–1942), deutscher Filmproduzent, in Neuf-Brisach geboren
- Hans Wulz (1893–1975), deutscher Berufsoffizier im Ersten und Zweiten Weltkrieg, zuletzt General in der NVA der DDR
- Quirin Engasser (1907–1990), deutscher Schriftsteller, in Neuf-Brisach geboren
- Pete Wyoming Bender (1943–2014), US-amerikanischer Sänger und Komponist indianischer Abstammung, in Neuf-Brisach geboren

## Nachweise
1. ↑  NEUF-BRISACH. Conseil national des villes et villages fleuris, abgerufen am 31. Juli 2023 (französisch).
2. ↑  Jean-Marie Balliet: Neuf-Brisach, emblématique et méconnue. In: Les sainsons d'Alsace. Nr. 76. DNA, Strasbourg 2018, S. 55.
3. ↑  Paul Wolff: Geschichte des Bombardements von Schlettstadt und Neu-Breisach im Jahre 1870. F.Schneider, Berlin 1874, S. 60–70.
4. ↑  Franz Brockhoff:  Geschichte der Stadt und Festung Neubreisach im Elsaß. Neubreisach 1903. (Repr. {Nachdr.} Freiburg 2000), S. 230.
5. ↑  Street Art in den Kasematten von Neuf-Brisach, Dietrich Röschmann, Badische Zeitung, 16. November 2018, abgerufen am 8. Juli 2019
6. ↑  Alexandra von Ascheraden: Street-Art von dreißig Künstlern in französischer Festungsstadt. In: bz – Zeitung für Basel. 22. Juli 2021, abgerufen am 7. Oktober 2021.